# Вежа порту Кобе
Вежа порту Кобе  — гіперболоїдна сітчаста вежа в порту Кобе, Японія. Побудована у 1963 році архітектурно-будівельною компанією NIKKEN SEKKEI і виконана у вигляді комбінації несучої сітчастої оболонки і центрального ядра. Використовується для огляду панорами порту і міста. Розрахована на прийом 3000 туристів у день. Висота — 108 метрів. Не зруйнувалася під час 7-бального землетрусу в 1995 році.
Вежа конструкції відповідає патенту російського інженера В. Р. Шухова на гіперболоїдні вежі та аналогічна шуховським вежам, перша з яких побудована у 1896 році.